# メイダニ
Maydoni（メイダニ、1991年7月24日 - ）は、R&B歌手。本国韓国の他に日本、香港、などアジア各国で活躍している。

## 経歴
2001年大韓民国　SBS放送局 '超特急日曜日万歳'の '英材育成プロジェクト 99%の挑戦'を通じて10万人の中からグランプリに輝き発掘された天才シンガー 。デビュー前から天才歌手として大衆とレコード関係者たちの注目を受ける。
小学4年生からJYPエンターテインメント、中学1年生からYGエンターテインメントで正式デビューを目指しダンスや歌のレッスンを受ける。Y.G練習生時代にアリシア・キーズ(Alicia Keys)の If I Ain't Got Youを歌った動画がインターネットに上がって話題になった。2007年に音盤企画会社ネガネットワークス(H-TRACK)と契約。
日本所属事務所は、ウェッブスターパブリッシャーズであったが、事務所倒産のため現在は日本では事務所に所属しておらず活動の拠点を韓国にしている。

## ディスコグラフィ
韓国
- 2007年12月 - 韓国 SBSドラマ『 왕과 나 』(王と私)OST『비소유』に参加。
- 2008年12月 - Pdisリリースされたアルバム「PDIS」の2曲目『 끌려 』(魅かれる)フィーチャリングで参加。
- 2009年1月15日 - 韓国にて正式デビュー シングルアルバム 『 7TEEN 』を発売した。

　　シングルアルバム 7TEENは2AMのチョ・グォンとチョン・ジヌンがfearturingで参加している。
- 2010年12月29日 - R&B歌手Fly To The Skyのファニとのデュエット曲『 남남 』(他人)を発売。
- 2013年2月1日 - 韓国にて2nd シングル『 Beginning 』を発売。

　　収録曲　1. 『 교실에 오면 』(教室に来たら) 　2. 『 내가 뭘 어쨌는데 』(私が何をどうしたっていうの)(Feat.Anni)
　　収録曲2曲とも Maydoni(メイダニ)本人が作詞に参加している。
　　NameList　함성균：ハム・ソンギュン / Maydoni：メイダニ
- 2015年12月3日 韓国にて3rd シングル『연애끝』（恋愛の終わり）を発売。
- 2016年11月11日 韓国にて4th シングル『나비(悲)의 꿈』（蝶の夢）を発売。
- 2016年12月 『아프지말아요（For you）』を公開。

日本
- 2013年11月29日 - 『Respect of Yutaka Ozaki』で日本デビュー。

　尾崎豊の楽曲8曲のカバーアルバム
　収録曲
1. I Love You　2. Oh My Litle Girl　3. 路上のルール　4. 15の夜　5. 卒業　6. For Get Me Not　7. シェリー　8. 太陽の破片
- 2014年 日本・韓国・香港・タイミャンマーで公開予定の映画「シェリー」のオリジナル・サウンドトラック（OST）となる。

　尾崎豊の楽曲で、女性歌手による初カバーが Maydoni(メイダニ) となる。
映画「シェリー」の公開に先立って、尾崎豊の誕生日の2013年11月29日に東京・表参道でアルバムリリースイベント( 1st Live Concert)を開催した。
- 2014年1月29日 -『SayGoodbye』1st Single を発売。

収録曲　1. SayGoodbye   2. サラガンダ
収録曲 1曲目のSayGoodbye  Maydoni(メイダニ)本人が作詞している。
2014/04/02『 SayGoodbye 』テレビ埼玉 『DDTプロレス』番組のエンディングテーマ。
- 2014年6月 日本・韓国・香港のアジアツアーをスタートさせる予定。

## 出演作品
映画
- 2011年6月9日  韓国タイトル「화이트: 저주의 멜로디」（日本タイトル-ホワイト）でユ・シンジ役で映画デビュー。2011年日本でも上映。
- ジェネオン・ユニバーサル・エンターテイメント　 DVD (4,800円＋税) 2012/3/2発売。

## 人物
韓国語(朝鮮語/母国語)、日本語、を話すことができる。